# Jardines de Hamarikyu

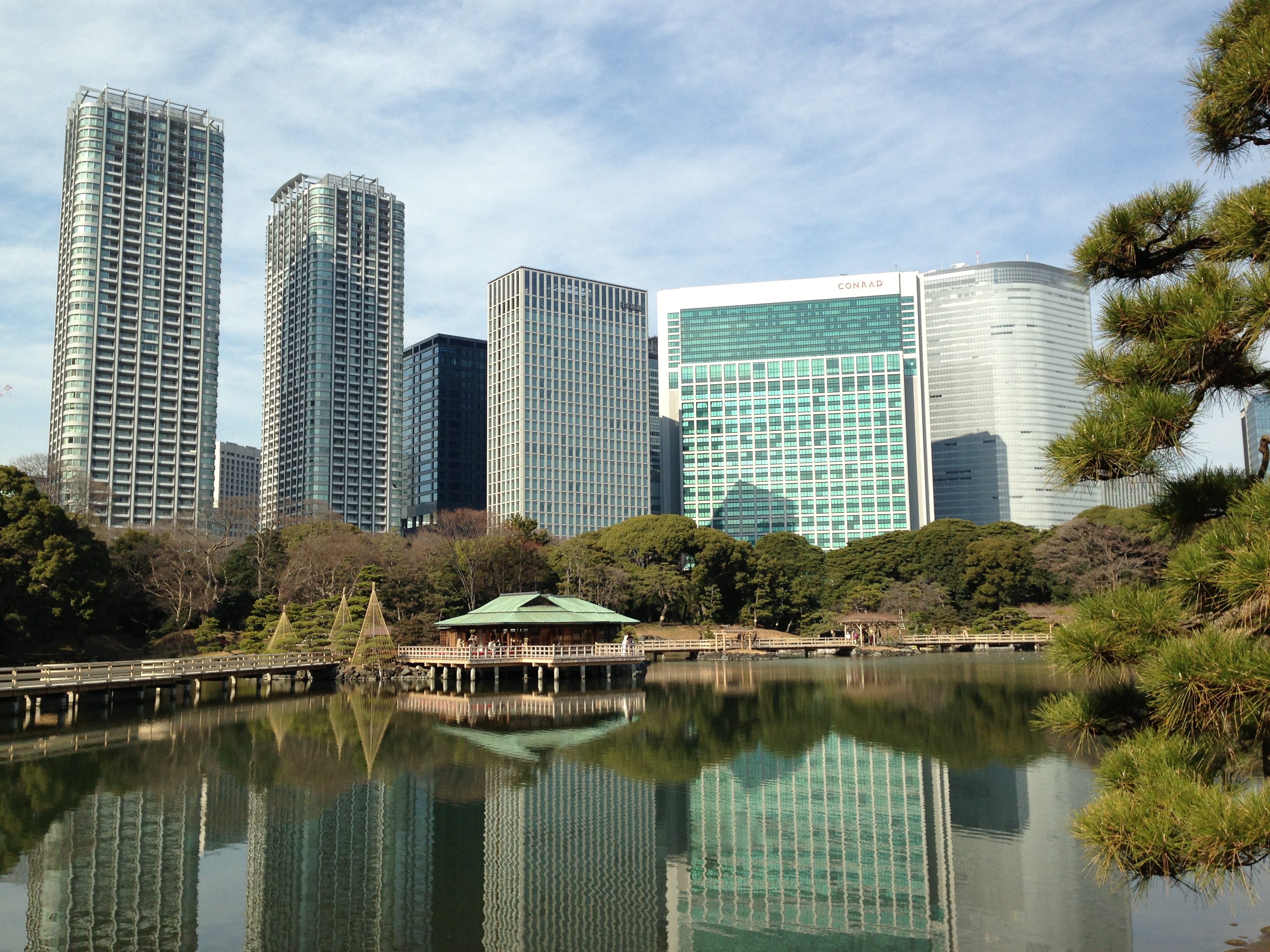
Foto de los jardines de Hama Rikyu donde se ve la casa de té en el centro del lago

Los Jardines de Hamarikyu (浜離宮恩賜庭園 Hama-rikyū Onshi Teien?) son un parque público en Chūō, Tokio, Japón. Localizados en la desembocadura del río Sumida, su apertura al público ocurrió el 1 de abril de 1946. El parque tiene una superficie verde de 250,165 m² alrededor del estanque Shioiri y también está rodeado por un foso de agua marina proveniente de la bahía de Tokio. Los jardines existen desde el siglo XVII, y en sus inicios formaban parte de una villa de la familia Tokugawa.
Los visitantes pueden disfrutar de un refrigerio en la casa de té en Nakashima, que está ubicada en el medio del lago de los jardines. En la casa de té se ofrece matcha y dulces japoneses siguiendo el estilo de la ceremonia del té. El jardín de peonías, ciruelos y los campos de cosmos proveen al jardín de flores durante todas las estaciones del año. En año nuevo se puede ver una exhibición de cetrería con halcones y de Aikido.

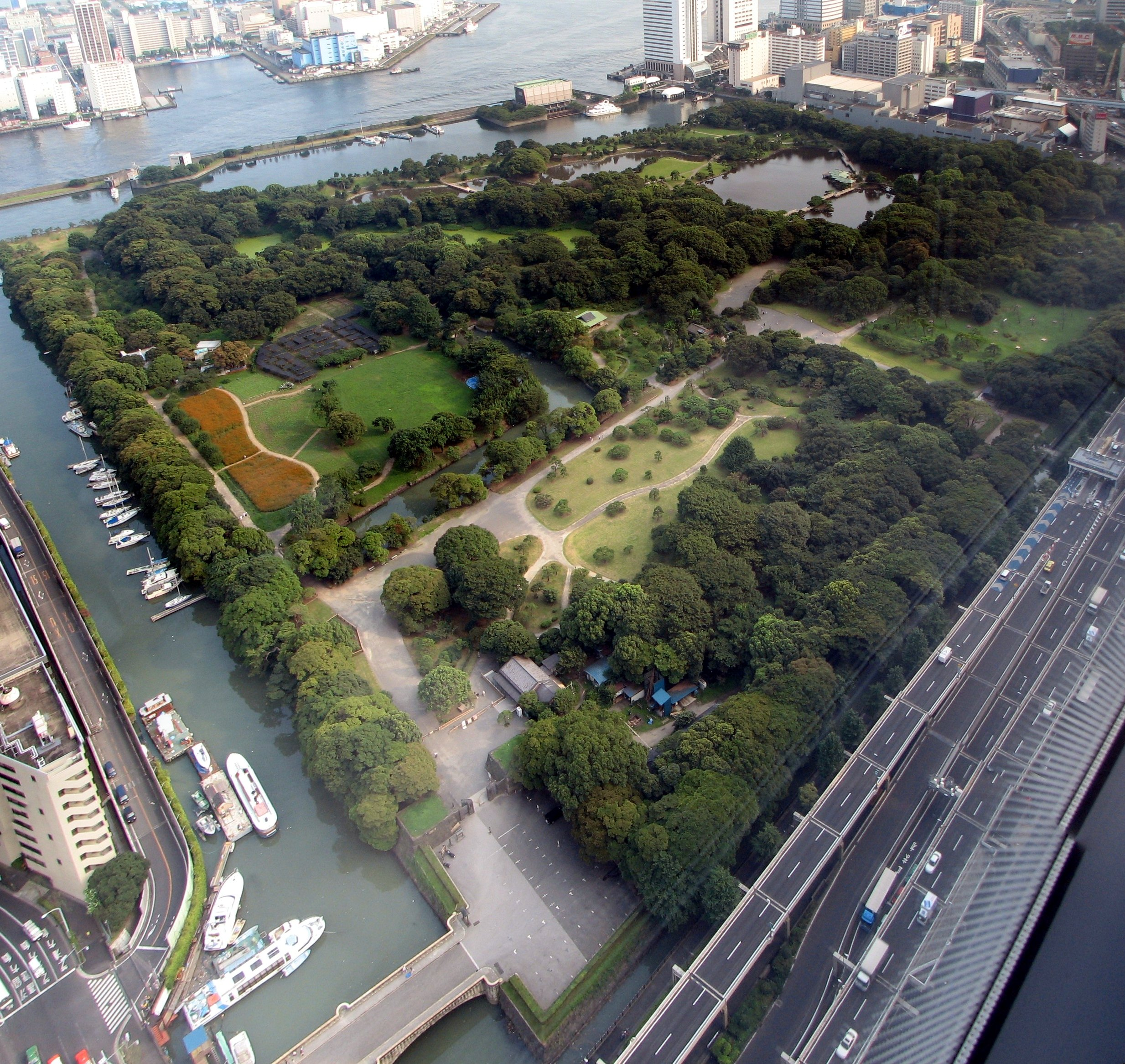
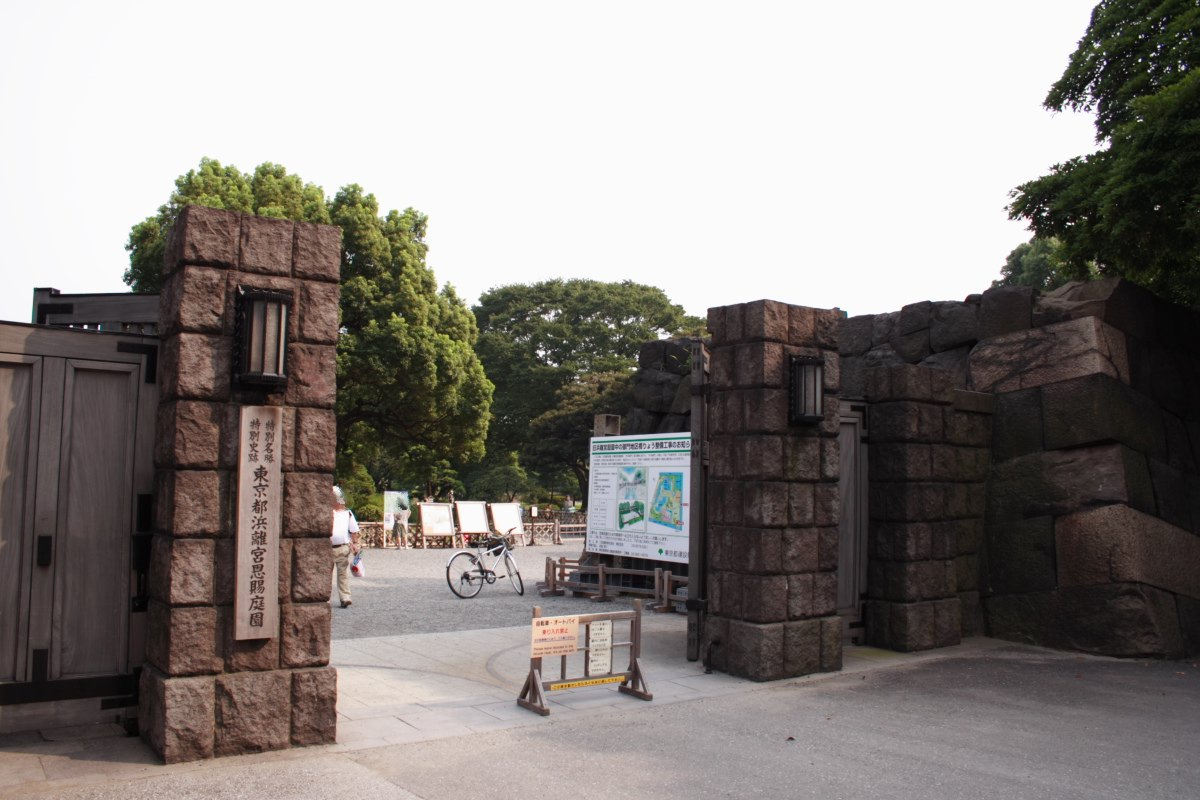
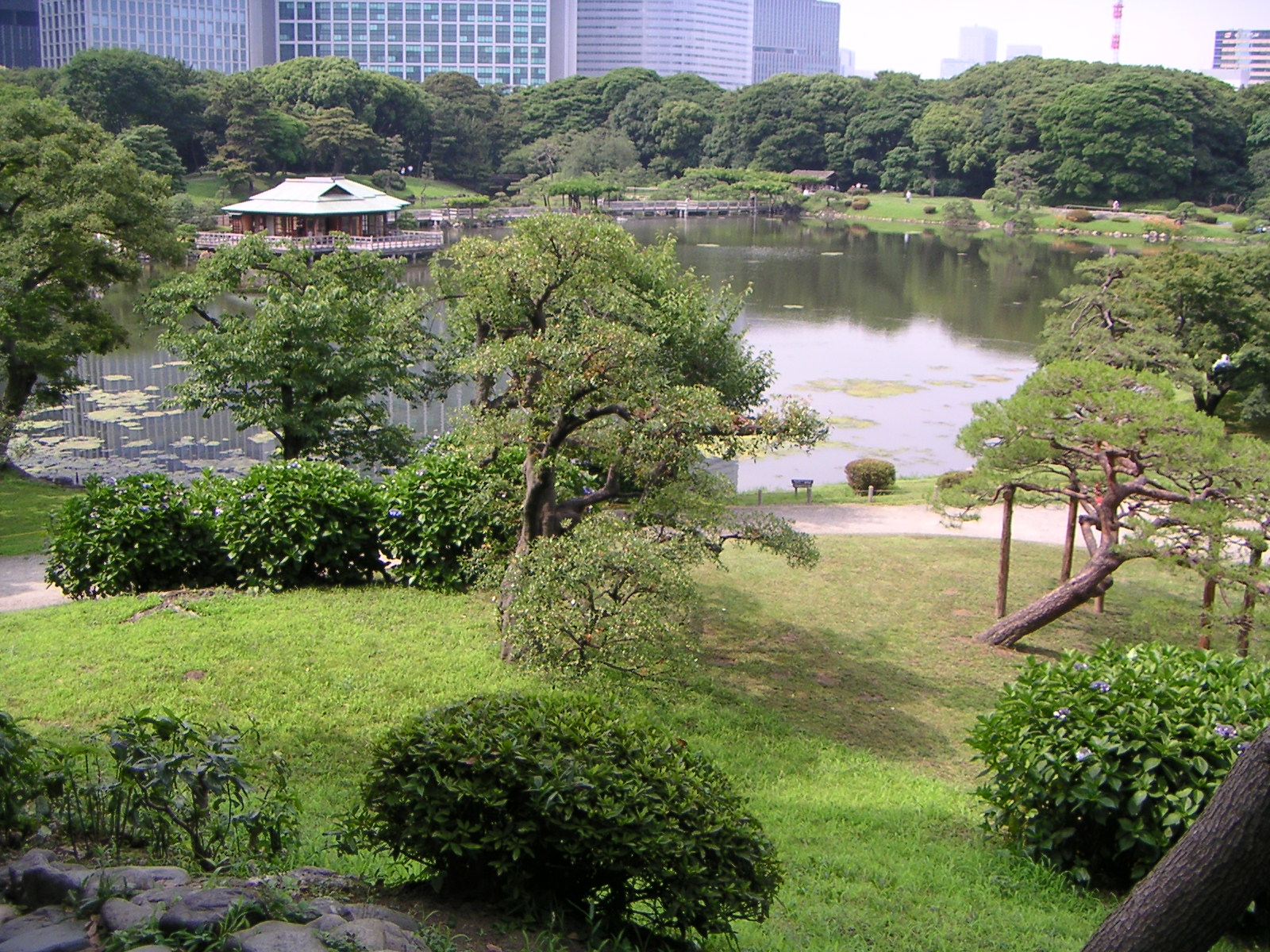
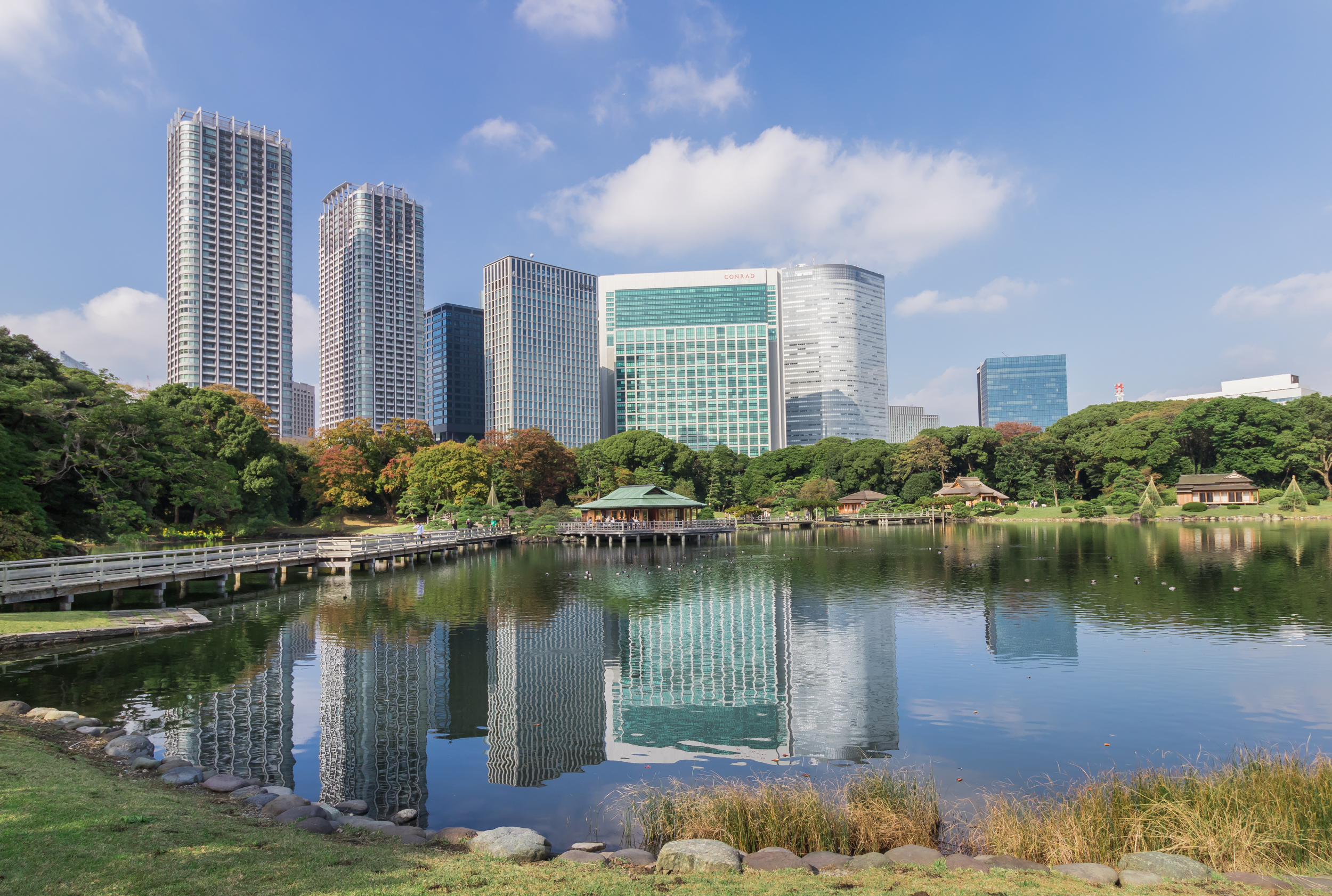
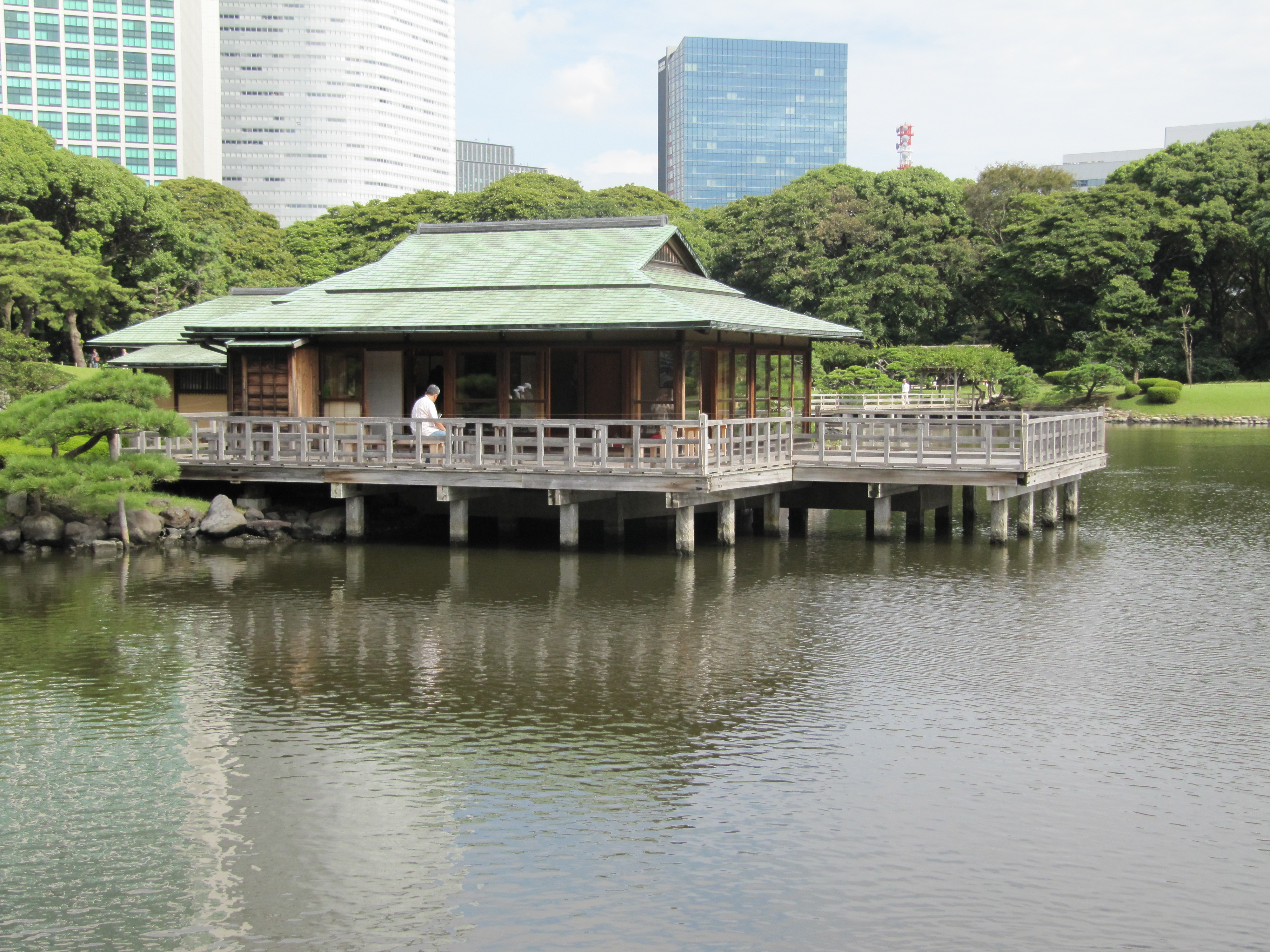
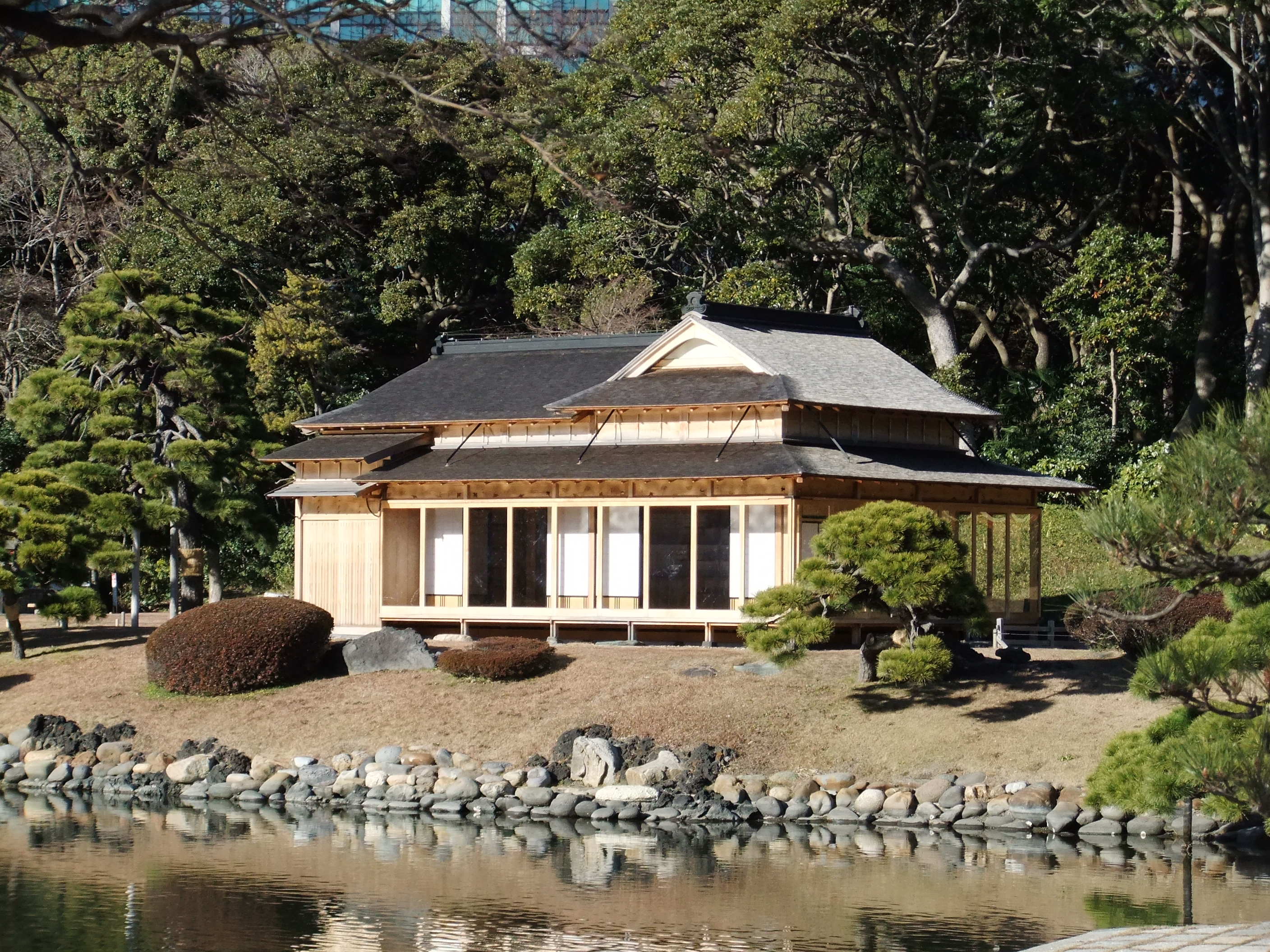
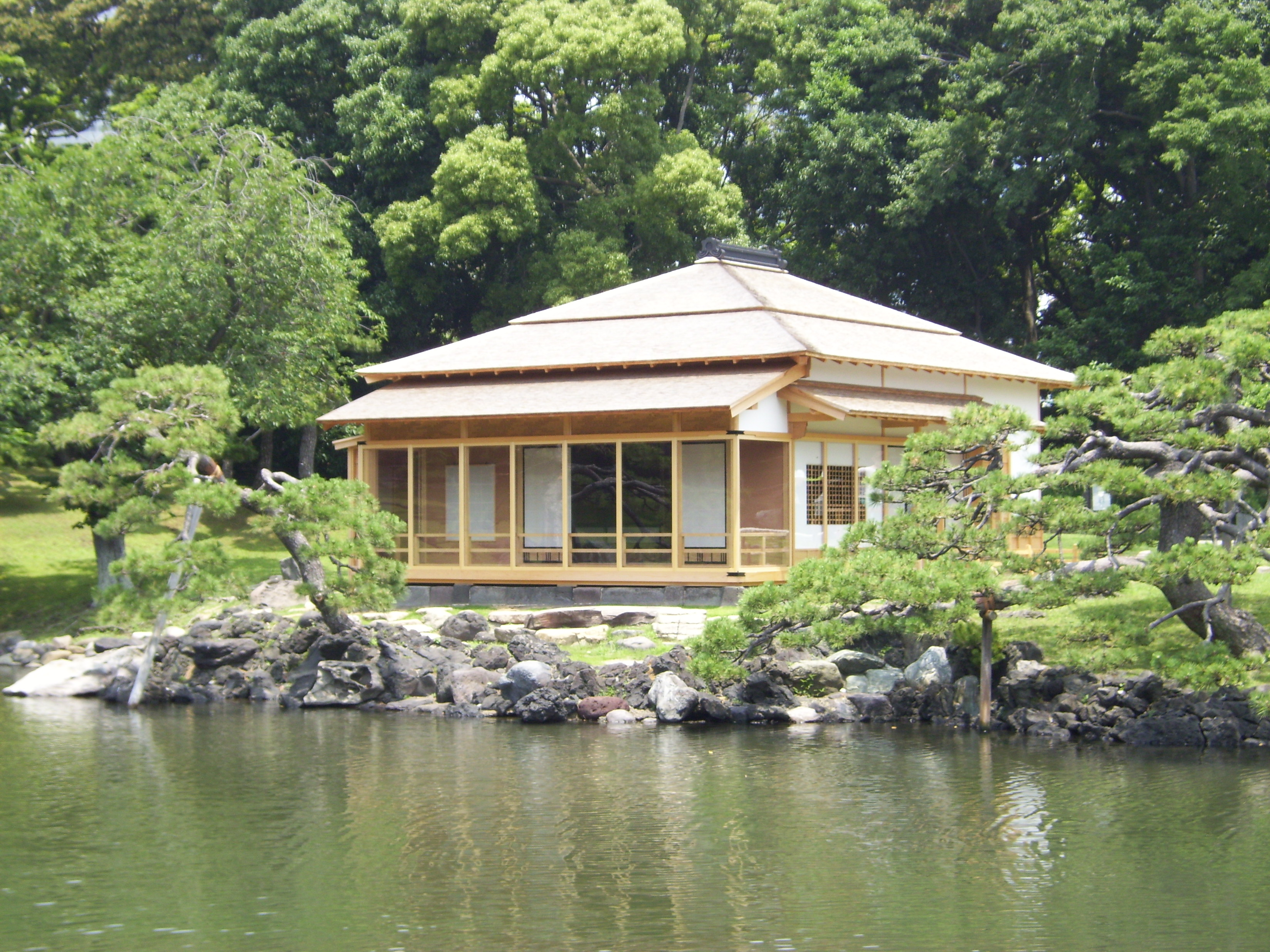
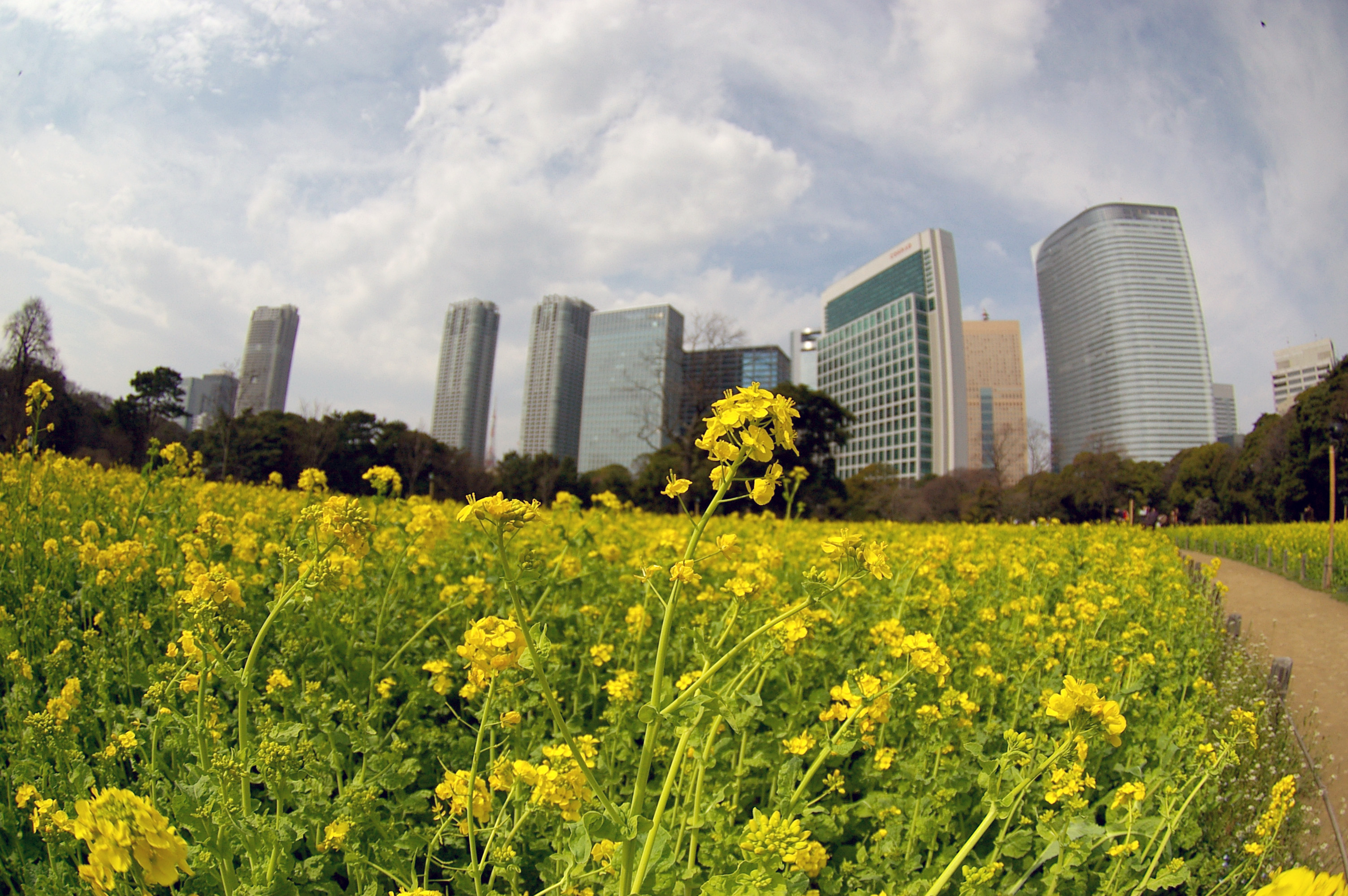
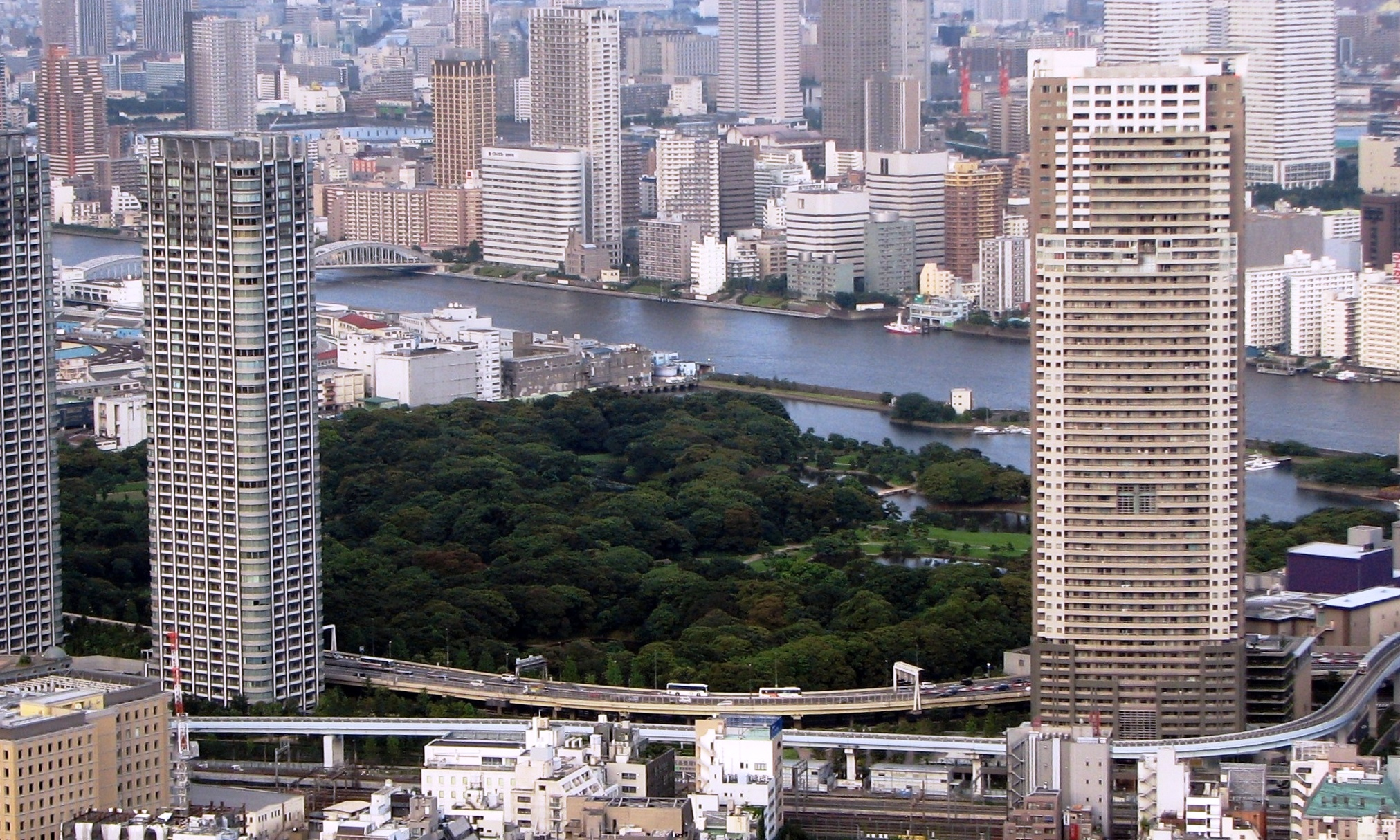
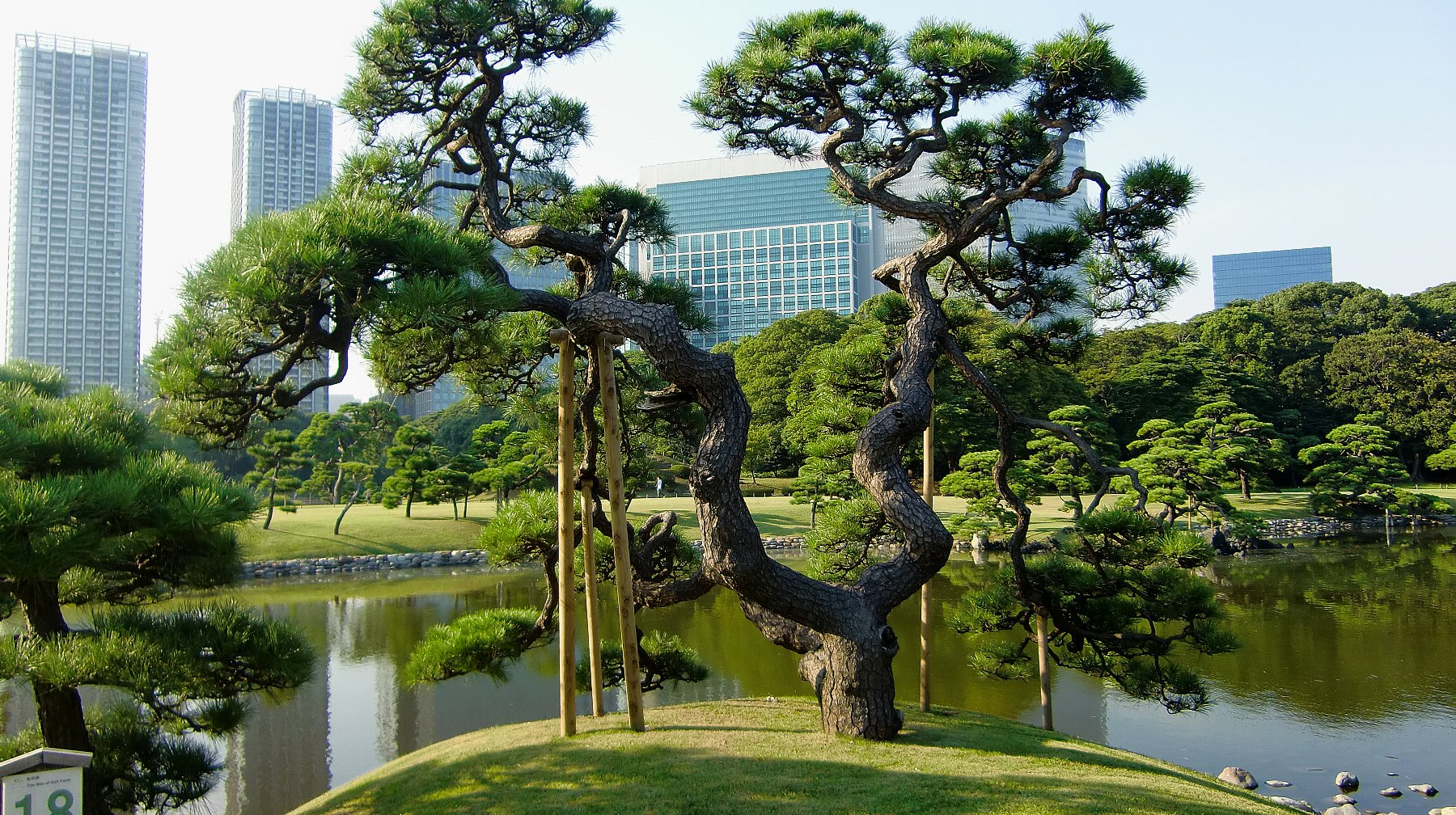

- Datos: Q1033333
- Multimedia: Hama-rikyū Garden / Q1033333